# Urząd Breitenburg
Związek Gmin Breitenburg (niem. Amt Breitenburg) – związek gmin w Niemczech w kraju związkowym Szlezwik-Holsztyn, w powiecie Steinburg. Siedziba związku znajduje się w miejscowości Breitenburg.
W skład związku wchodzi jedenaście gmin:
1. Auufer
2. Breitenberg
3. Breitenburg
4. Kollmoor
5. Kronsmoor
6. Lägerdorf
7. Moordiek
8. Münsterdorf
9. Oelixdorf
10. Westermoor
11. Wittenbergen

## Współpraca
Miejscowość partnerska:
- Loitz, Meklemburgia-Pomorze Przednie